# Slavětín nad Metují
Pour les articles homonymes, voir Slavětín.
Slavětín nad Metují (en allemand : Slawietin an der Mettau) est une commune du district de Náchod, dans la région de Hradec Králové, en Tchéquie. Sa population s'élevait à 259 habitants en 2022.

## Géographie
Slavětín nad Metují est arrosée par la rivière Metuje, un affluent de l'Elbe, et se trouve à 13 km au sud-ouest de Náchod, à 21 km au nord-est de Hradec Králové et à 119 km à l'est-nord-est de Prague.
La commune est limitée par Nahořany au nord, par Černčice à l'est, par Bohuslavice et Rohenice au sud, par Jasenná à l'ouest et par Šestajovice au nord-ouest.

## Histoire
La première mention écrite de la localité date de 1406.

## Galerie

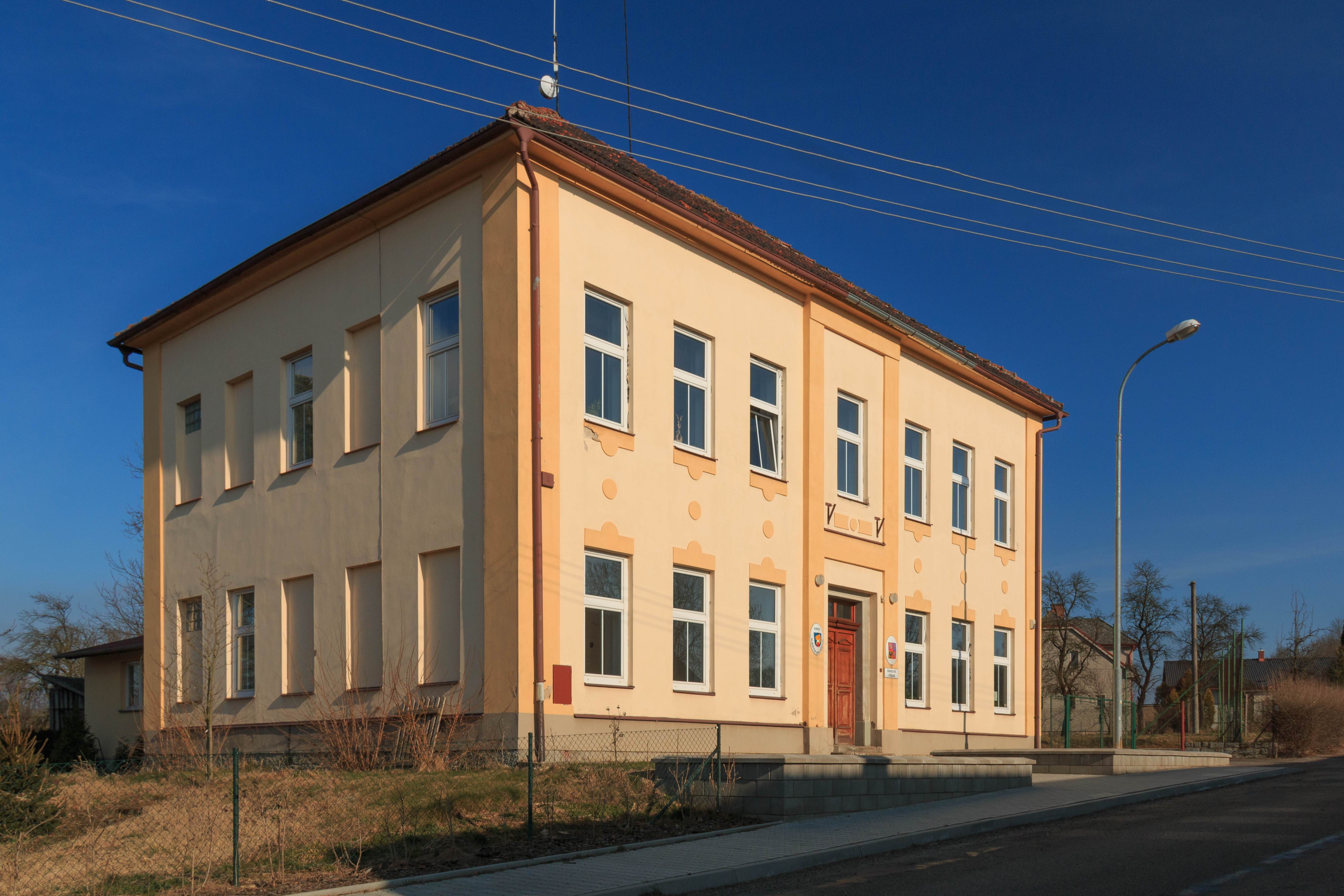
Slavětín nad Metují : la mairie.
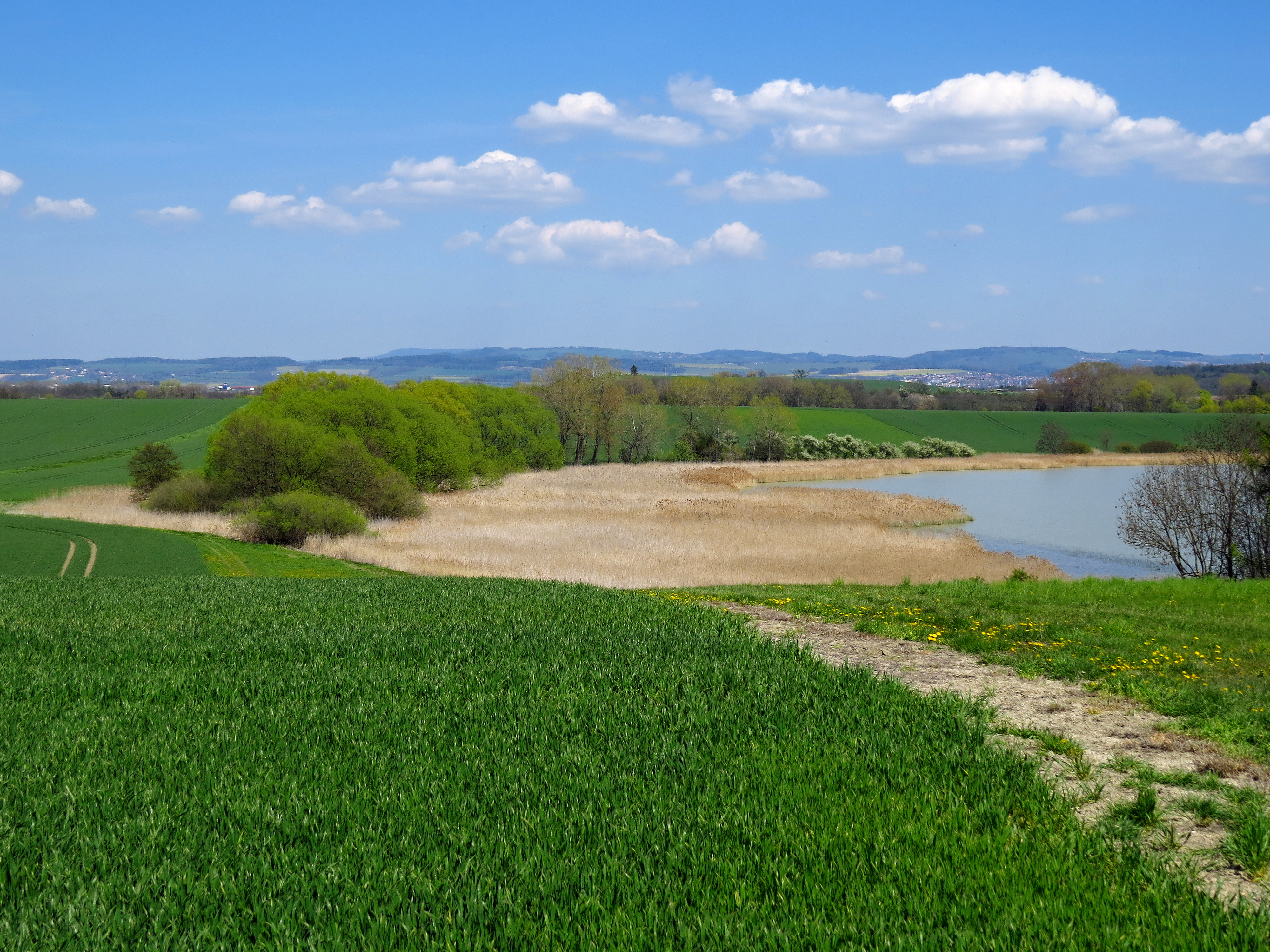
Étang de Tuří.

## Transports
Par la route Slavětín nad Metují se trouve à 9 km de Nové Město nad Metují, à 17 km de Náchod, à 23 km de Hradec Králové et à 143 km de Prague. 